# ドーン・ブランショ
ドーン・テレーズ・ブランショ（Dawn Therese Brancheau、1969年4月16日 - 2010年2月24日）は、アメリカ合衆国の調教師。15年間、シーワールド・オーランドでシャチの調教師として働き、ショーのリニューアルにも主導的な役割を果たし、シーワールド・オーランドのポスター・チャイルドであった。2010年、シャチのティリクムによって溺死させられた。ティリクムは他にもケルティ・バーンやダニエル・P・デュークスの死にも関与していた。